# 最近邻插值

（统一)数据集（用红点表示）上一维的最近邻插值（用蓝线表示）。

一个二维网格中的最近邻插值（用黑点表示）。每一个染色单元格中的所有点的最近邻插值点就是该单元格中的黑点。

最近邻插值（也称为近端插值或在某些情况下称为点采样）是一种在一维或多维空间上进行多变元插值的简单方法。 
插值是一种通过已知的、离散的数据点，在范围内推求新数据点的过程或方法。最近邻插值算法选择距离所求数据点最近点的值，并且根本不考虑其他相邻点的值，从而产生一个分段常数的内插值来作为所求数据点的值。该算法实现起来非常简单，并且通常在实时3D渲染中（通常与mipmap一起使用）运用，为纹理表面选择颜色值。

## 与沃罗诺伊图的联系
对于空间中的一组给定点，若将空间划分为一个个互不重叠的区域，使得每个区域内都只存在一个点，并且该点是该区域内所有点的最近点，这样形成的图像被称为沃罗诺伊图。沃罗诺伊图的生成通常要用到最邻近插值算法。

一个沃罗诺伊图示例，根据二维空间中一组随机点（黑点）生成。